# Коль, Фёдор Карлович
Фёдор Карлович Коль (швед. Fredrik Magnus Karlsson von Kohl; 1820 или 1821 — 1894, Санкт-Петербург) — русский военный деятель, генерал от кавалерии.

## Биография
Родился 19 (31) января 1820 или 1821 года. Вероисповедания лютеранского. 
В службу вступил прапорщиком 2 августа 1843 года. Окончил Финляндский кадетский корпус и 2-е Константиновское военное училище. Подпоручик (15.06.1848), поручик (6.12.1852). Казначей в лейб-гвардии Конно-пионерном дивизионе (26.12.1852—30.03.1861), участвовал в кампании 1854 года в Крымскую войну. Штабс-капитан (6.12.1854), капитан (15.04.1856). Казначей и квартирмейстер в лейб-гвардии Конно-пионерном дивизионе (30.03.1861—30.08.1862), полковник (30.08.1862).
Затем занимал следующие интендантские должности:
- помощник окружного интенданта Варшавского военного округа (11.08.1864—4.12.1867);
- управляющий Ставропольским интендантским отделением (4.12.1867—11.02.1870);
- помощник окружного интенданта Кавказского военного округа (11.02.1870—15.01.1874). Произведён в генерал-майоры 28 марта 1871 года;
- окружной интендант Оренбургского военного округа (15.01.1874—31.08.1881). Генерал-лейтенант с 31 августа 1881 года;
- окружной интендант Харьковского военного округа (31.08.1881—31.03.1885).
- окружной интендант Варшавского военного округа (31.03.1885—19.05.1887).
- окружной интендант Казанского военного округа (19.05.1887—7.09.1892).

От службы был уволен 7 сентября 1892 года с производством в генералы от кавалерии. В отставке проживал в Петербурге в доме № 3 по Эртелеву переулку. 
Умер 9 (21) февраля 1894 год, погребён на Смоленском лютеранском кладбище.

## Награды
- Орден Святого Станислава 3-й ст. (1856)
- Орден Святой Анны 3-й ст. (1859)
- Орден Святого Станислава 2-й ст. (1862)
- Императорская корона к ордену Святого Станислава 2-й ст. (1865)
- Орден Святой Анны 2-й ст. (1867)
- Императорская корона к ордену Святой Анны 2-й ст. (1869)
- Орден Святого Владимира 3-й ст. (1872)
- Орден Святого Станислава 1-й ст. (1876)
- Орден Святой Анны 1-й ст. (1879)
- Орден Святого Владимира 2-й ст. (1883)
- Знак за LX лет беспорочной службы (1885)
- Орден Белого орла (1887)